# Distrito de San Ramón (Chanchamayo)

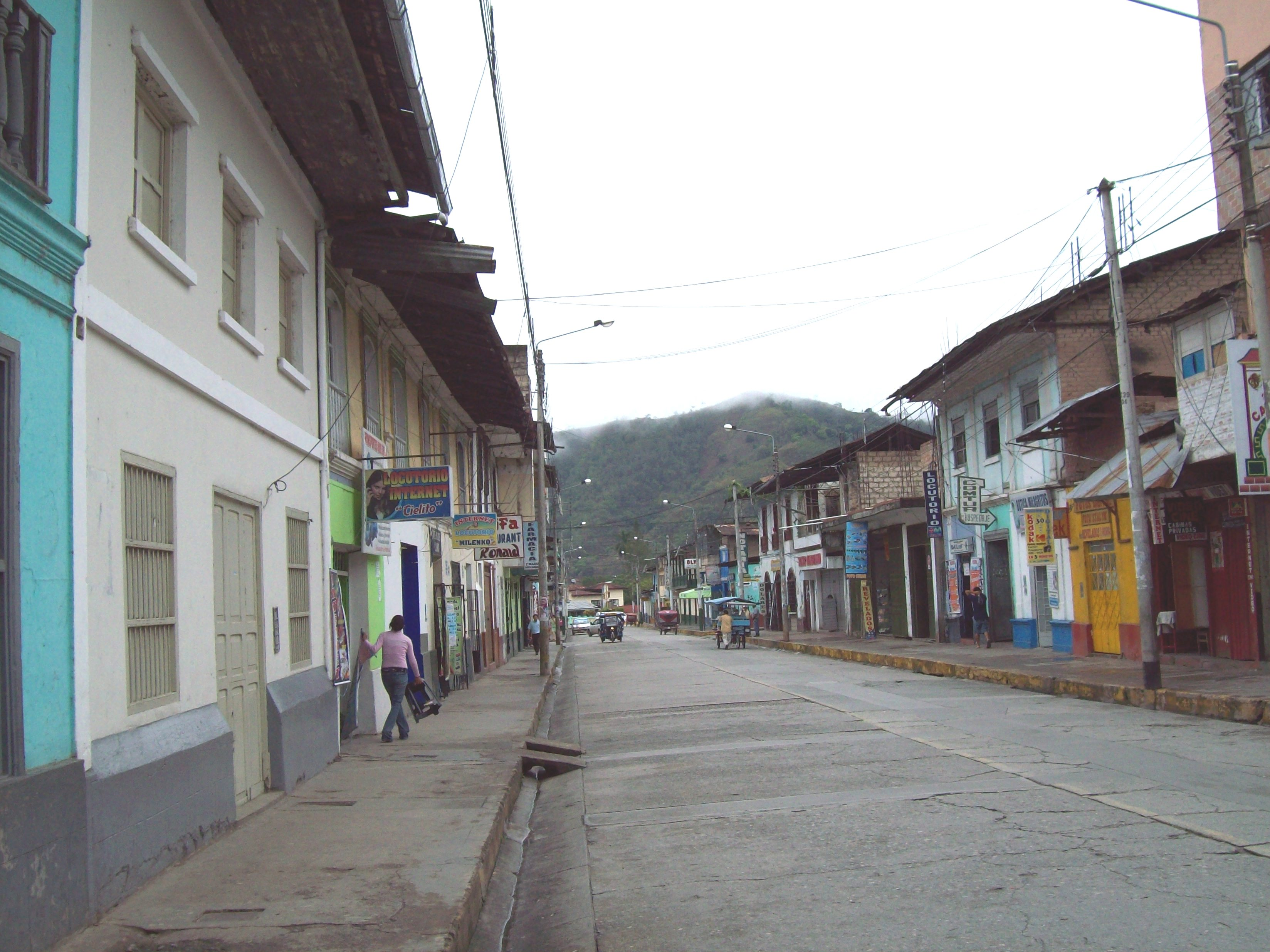
Cuadra 3 del Jr. Progreso de San Ramón.

El distrito de San Ramón es uno de los seis que conforman la provincia de Chanchamayo ubicada en el departamento de Junín en el centro del Perú.
Dentro de la división eclesiástica de la Iglesia Católica del Perú, pertenece al Vicariato apostólico de San Ramón

## Etimología
El nombre de San Ramón fue puesto en honor al presidente del Perú Mariscal Ramón Castilla que estaba a cargo de la nación por esos años de 1847.

## Historia
Este distrito tiene como origen el fuerte de San Ramón fundado en 1847.
Al respecto hay que señalar que la información histórica está muy dispersa y los textos del reconocido Fray Dionisio Ortiz no han sido elaborados con una metodología histórica adecuada; dicho autor, si bien es cierto hizo una destacadísima labor de acopio de información, esta se encuentra dispersa, no clasificada, y muchas veces imprecisa o redundante; a ello hay que agregar el enfoque propio y válido, resultante de su condición de misionero católico. Aunque con ello se pretende hacer valedero e indiscutible sólo un punto de vista unilateral, desdeñando otras apreciaciones y puntos de vista. El lado positivo, es que es el único que tuvo a cargo la enorme tarea de escribir los pormenores y detalles del pasado de la selva central a través de los numerosos tomos que abarca la historia de San Ramón, Perené, Chanchamayo, Satipo y Oxapampa. Por ello, se recomienda promover el rescate histórico de numerosos textos, testimonios gráficos existentes a fin de catalogarlos, ordenarlos y difundirlos hacia la colectividad.
No obstante las limitaciones, ha sido posible esbozar la reseña siguiente:
En 1635, año en que fray Jerónimo Jiménez funda la primera misión que denominó San Buenaventura de Quimiri, cerca de donde luego se fundaría la actual ciudad de La Merced; por ello, los lugares aledaños fueron explorados, en busca de terrenos apropiados para la construcción de misiones y reducciones, desencadenándose el desplazamiento de las poblaciones indígenas originarias hacia nuevos territorios que pudieran garantizar su supervivencia.
El Convento de Santa Rosa de Ocopa, tuvo una enorme importancia en la historia de la selva central, pues como seminario de misiones, sirvió para planificar y ejecutar diversas entradas con el objeto de establecer nuevas conversiones.
Para inicios del siglo XVIII, en las quebradas de Oxabamba, Quimiri, Nijandaris y lugares aledaños, ya se habían asentado algunas haciendas de colonos, que se dedicaban principalmente al cultivo de la caña dulce, tabaco, cacao, coca y café. A partir de entonces se introdujo en la región especies ganaderas y actividades manufactureras como la herrería, la carpintería, etc.
En 1742, estalla la rebelión de Juan Santos Atahualpa, que fue apoyado por numerosos asháninkas, yáneshas así como algunos españoles y andinos prófugos de la justicia. El mítico caudillo logra la completa expulsión de todos los misioneros y colonos que se habían asentado en la región. 
Desde 1756, año en que se calcula la desaparición de este caudillo, hasta 23 años más tarde, no se establece ningún ingreso foráneo. Luego de esa fecha, los primeros colonos andinos provenientes de Tarma, hacen sus incursiones desde Palca, en donde construyen un fuerte; temiendo una incursión de los denominados “chunchos” o “infieles”; pero al poco tiempo el fuerte es abandonado.
En 1774 los pobladores de Tarma empiezan a expandirse hacia “la montaña”, para lo cual se reconstruye el fuerte Palca.
Ya en el siglo XIX, la colonización europea impulsada por el Estado e iniciada durante el gobierno de Castilla, marca el inicio de un largo proceso que termina por afectar completamente a los pueblos indígenas; de esa manera se establece una política de inserción de la Amazonía a la economía nacional.
A partir de 1849, se dictaron una serie de leyes favorecedoras de la colonización e incluso de la inmigración europea y asiática hacia la selva, en la que se establece la adjudicación de tierras expoliadas a los nativos.
En 1865, ingresa a San Ramón un grupo de inmigrantes chinos, que inicialmente fueron empleados en algunas haciendas, aunque pronto se independizaron estableciendo sus propias parcelas dedicadas al cultivo de caña de azúcar, frutas y café, así como la explotación pecuaria; pero sobre todo se destacan en las actividades comerciales.
El notorio progreso de las Haciendas Chalhuapuquio, Naranjal, La Auvernia y otras, animó a los nuevos colonos, que con el apoyo militar continuaron la colonización al interior del valle, fundándose La Merced en 1869, iniciándose el ingreso de colonos europeos, algunos de los cuales se asientan en el distrito sanramonino.
La creación política del distrito se produce el 14 de noviembre de 1908, a través de la Ley Nº 0820, promulgada por el Presidente Augusto Leguía. El nuevo distrito formará parte de la provincia de Tarma, que en ese entonces abarcaba el territorio de la actual provincia de Chanchamayo.
En 1927, el entonces teniente 2° Leonardo Alvariño y Herr, logró realizar el primer vuelo de Lima (Ancón) a San Ramón, conduciendo un pequeño biplano de cabina abierta Krystone de 220 HP en 2 horas y 40 minutos; este vuelo constituyó un récord de altura al remontar la Cordillera de los Andes por el monte Meiggs (5,080 m.s.n.m.) y permitió abrir la ruta aérea que el Perú necesitaba para comunicar Lima con Iquitos, vía San Ramón por lo cual se le reconoce como hijo predilecto del distrito al “Pionero de la Aviación Militar”.
En el siglo XX, en la década del 50, sucede una masiva migración a la selva central, pues miles de colonos provenientes en su mayoría de la región andina, son atraídos por la demanda de mano de obra por el creciente “boom” del café, así como por la facilidad de hacerse de terrenos.
Durante la Reforma Agraria, numerosas como prósperas haciendas son expropiadas por el Estado, dando origen a las cooperativas agrarias que fracasaron dando paso a la actual atomización de la propiedad rural y el decaimiento de la producción agrícola.
El 24 de septiembre de 1977 fue creada la Provincia de Chanchamayo, según Decreto Ley Nº 2194, firmado por el Presidente de la República Francisco Morales Bermúdez. El distrito de San Ramón forma parte de la comprensión de la nueva provincia.
Desde 1990 para adelante, toda la selva central es sacudida por la presencia de Sendero Luminoso y el MRTA, lo que origina una rápida explosión demográfica de las ciudades y pueblos, como es el caso de San Ramón y Pichanaki, entre otros. 
Luego de casi una década, el retorno de los agricultores, a los caseríos y poblados se va dando lentamente; pero esta vez, la agricultura en general ha ingresado a una severa crisis, agudizando la pobreza en forma alarmante.
Esto ocasiona que el quehacer económico de la población vea una alternativa en el turismo. En los últimos años, el crecimiento del flujo turístico tiene un incremento acelerado, debido a la cercanía a Lima, al buen estado de la infraestructura vial, el clima agradable, la enorme cantidad de recursos turísticos y a una creciente inversión privada en infraestructura y servicios turísticos. 

## Geografía
San Ramón es uno de los distritos más prósperos de la provincia de Chanchamayo. Es conocido como "La Puerta de Oro de la Selva Central". Está ubicado a 15 minutos antes de La Merced y a una hora y media después de Tarma (siguiendo la carretera marginal de la selva) rodeado de cerros llenos de vegetación y propenso a muchas lluvias durante el invierno. Tiene una superficie de 591,67 km. Cuenta con varios anexos, entre los cuales destaca Naranjal, donde quedan aún vestigios de la Hacienda de dicho nombre. También mención aparte merece el sector denominado Campamento Chino, lugar que recuerda la presencia asiática en este distrito.
El distrito de San Ramón, se ubica en la Provincia de Chanchamayo, Departamento de Junín, en la República del Perú; la capital del mismo distrito está geográficamente ubicada entre las siguientes coordenadas: Latitud Sur 11º 08' 25 y longitud oeste 75º 20' 00; en la zona centro del Perú.

### Límites
- Norte: Distrito de Chanchamayo.
- Sur: Provincia de Tarma y Distrito de Vitoc.
- Este: Distrito de Chanchamayo.
- Oeste: Provincia Tarma.

### Extensión
El distrito de San Ramón abarca una superficie de 591,67 km², que es el 12,53 % del ámbito de la provincia de Chanchamayo.

### Altitud
La capital del distrito de San Ramón, se encuentra a 850 m.s.n.m.

### Hidrología
Los ríos Tarma y Tulumayo cruzan el municipio de San Ramón desembocando en el río Chanchamayo.
El distrito de San Ramón, cuenta con una amplia red hidrográfica compuesta por ríos y riachuelos que discurren formando caídas de agua y pozas a través de quebradas para luego desembocar a sus tres principales ríos: Tulumayo, Tarma y Chanchamayo. Estos ríos conforman la cuenca del Perené.
Las personas, utilizan estos ríos como entorno paisajístico, alimentación humana y actividades recreativas.
- Río Tulumayo:

- Etimología: significa “Río que lleva huesos”, del Quechua tullu, que significa hueso y mayo, río.
- Origen: Nace de la unión de los ríos Comas y Uchubamba, en el sector de Chimay, entre los límites de las provincias de Jauja y Concepción.
- Principales afluentes: Monobamba, Pacchón Grande, Tunquimayo, Aynamayo y Shimayacu.
- Localidades importantes: distritos de Monobamba, Vitoc y San Ramón.

- Río Chanchamayo:

- Etimología: significa “río torrentoso”, del quechua chanchacc, que significa salto o brinco y mayo, río (En Los ríos de la Amazonía - Antonio Brack).
- Origen: Nace de la confluencia de los ríos Tarma y Tulumayo, en el distrito de San Ramón.
- Longitud: 16 Kilómetros.
- Principales Afluentes: Río Tulumayo, río Tarma, además dentro de los límites del distrito se encuentran los ríos Chunchuyacu y Santa Rosa.
- Localidades Importantes: Discurre entre los sectores de Campamento Chino, Salsipuedes, Chunchuyacu y Puente Herrería.

- Río Tarma:

- Etimología: nombre que deriva de la ciudad tarmeña.
- Origen: Nace en la ciudad de Tarma
- Longitud: ND
- Principales Afluentes: En la comprensión del distrito se encuentra el río Yanango, río Huacará, río Oxabamba, río Huasahuasi, río Carpapata, y afluentes menores.
- Localidades importantes: Tarma, Acobamba, Palca, Huasahuasi y San Ramón.

## Clima
Cálido
Temperatura promedio: 23.00º
Temperatura máxima: 30.00º
Temperatura mínima: 15.00º
En enero del 2007, fuertes lluvias provocaron el derrumbe de un cerro que a su paso destruyó algunas zonas marginales y rurales del distrito, provocando numerosas muertes y elevado costo de daños materiales, el vecino distrito de Vitoc también resultó seriamente afectado.

## División administrativa
El distrito de San Ramón se halla comprendido en la Provincia de Chanchamayo, la que a su vez se encuentra dividida políticamente en 6 distritos y 480 centros poblados. 
En el distrito Sanramonino se ha ido asentando la población en diferentes espacios, considerándose 1 Centro urbano, 35 Anexos, 11 Asentamientos Humanos y 6 Sectores Periféricos, 38 Habilitaciones Urbanas - Urbanizaciones.

## Demografía

### Población
Según el censo efectuado en el 2012 la población en San Ramón es de 26 088 habitantes, agrupados en 13,252 hombres, 12,836 mujeres; y divididos 19 041 en la zona urbana y 7 047 en la zona rural.

### Inmigración
Grupos étnicos
La población del distrito está conformada por varios grupos étnicos, la mayoría procedentes de la región andina del Perú y sus descendientes directos, de ahí el concepto de selva andina. El sector minoritario está conformado por descendientes de inmigrantes de origen europeo y asiático.
Los Grupos Humanos de procedencia foránea eran denominados inicialmente como “colonos”; este grupo de personas son provenientes y descendientes de distintas partes del Perú y el mundo. Radican indistintamente en los centros urbanos y rurales, en forma permanente y definitiva desarrollando actividades agropecuarias, comerciales, industriales, de extracción forestal y de servicios.
En las cuencas de los ríos Oxabamba y Chanchamayo, se encuentran instalados los descendientes de los inmigrantes italianos, con amplia cobertura en los territorios de San Ramón y La Merced, a los que más tarde se unieron grupos de chilenos que vinieron en calidad de mano de obra agrícola y se asentaron en San Ramón; asimismo, a principios del siglo XIX ingresan algunas familias de polacos y franceses. Los colonos de otras partes de nuestro país ingresan paralelamente con las misiones franciscanas. Este proceso de penetración es progresivo y alternado, debido a la constante renovación de los colonos emigrantes y por una manifiesta hostilidad de los nativos.
A principios del siglo XX, al ampliarse la frontera agrícola, se produce la colonización más intensa, debido a la emigración de agricultores procedentes de los departamentos de Junín y Pasco, quienes a falta de mano de obra, traen desde lugares de la sierra del Perú a campesinos jornaleros que se van convirtiendo en nuevos colonos ocupando valles y quebradas libres.
Grupos Andinos.
No cabe duda de que sea el mayor grupo humano, a tal punto que otra de las denominaciones de la selva central es “la selva andina” pues el contexto natural está compuesto por bosques y ríos pero el recurso humano es predominantemente de origen andino, que conserva los elementos culturales principales de su lugar de origen pero acondicionados al nuevo contexto. 
Se estima que este grupo comprendía cerca de 180 mil individuos hacia 1991. Representa el 85% de la población total de la selva central, lo que representaría en las estimaciones al 2003, 346 693 personas.
Descendientes europeos
Grupo heterogéneo, constituido por los descendientes de los inmigrantes provenientes del norte de Italia, establecidos en el valle del Chanchamayo, cuenta con unos por unos 1800 individuos aproximadamente. Seafincan principalmente en los distritos de Chanchamayo, San Ramón y Monobamba (Jauja).
Descendientes asiáticos
San Ramón se caracterizó por una población significativa de pobladores de origen asiático (principalmente chinos y japoneses), pero con la Reforma Agraria y la violencia política se produjo una ola migratoria hacia Lima y los países ancestrales (principalmente Japón). Hoy en día, la asociación WAY YEN CON SIE agrupa a unas 200 personas de ascendencia china que viven en San Ramón y La Merced – Chanchamayo.
Nota: Información Obtenida del Plan Estratégico de Desarrollo Turístico de San Ramón.

## Autoridades

### Municipales
- 2023 - 2026
  - Alcalde: Renato Antonio Carrión Wissar (Movimiento Alianza para el Progreso).

- - Regidores:

  1. Tec. Enf. Shirley Irene Barrientos Sánchez.
  2. Sr. Walter Velásquez Cáceres
  3. Lic. Soc. Diana Gina Huanqui Sanabria
  4. Sr. Cristian Jesús Machado Papuico
  5. Srta. Ruth Susana Quispe de la Cruz
  6. Sr. Miguel Silvio Solano Arzapalo
  7. Bach. Econ. Maripaz Pierina Rafael Aquino

Alcaldes anteriores
- 2019 - 2022
  - Alcalde: Dubal Dante Olano Romero
- 2015 - 2018
  - Alcalde: Juan José Ludeña Orihuela.
- 2011 - 2014
  - Alcalde: Juan José Ludeña Orihuela.
- 2007 - 2010
  - Alcalde: Heinz Willy Hammer Astete

### Policiales
- Comisario: PNP.

## Educación
El distrito de San Ramón cuenta con educación primaria, secundaria y terciaria.
Instituto
- Instituto superior tecnológico Infonet

#### Colegios
| Centros de estudios de San Ramón, Chanchamayo | Centros de estudios de San Ramón, Chanchamayo |
| N.º                                           | Colegio                                       |
| --------------------------------------------- | --------------------------------------------- |
| 1                                             | IE Nacional de San Ramón                      |
| 2                                             | I.E F.A.P C.A.P Leonardo Alvariño Herr        |
| 3                                             | Colegio INA 18                                |
| 4                                             | San Francisco de Asís                         |
| 5                                             | San Juan Bosco                                |
| 6                                             | Sagrado Corazón de Jesús                      |
| 7                                             | 30765 Juan Santos Atahualpa                   |
| 8                                             | Santa Rosa                                    |

## Festividades
San Ramón celebra Fiestas Patronales el 31 de agosto de cada año, en honor a San Ramón Nonato.

## Atractivos turísticos

### La Catarata El Tirol
Ubicado a 5 kilómetros de San Ramón. Se accede a ellas por carretera y trocha. Tiene 35 metros de altura, a la que se llega por una ruta a la derecha del Puente Putuyacu, se toma la ruta siguiéndola por 15´ en auto hasta la comunidad de "Playa Hermosa" donde se busca una trocha que hay que recorrer por unos 30 minutos.

### Pampa Hermosa
Área Natural Protegida (ANP) ubicada a 24 km de la ciudad de San Ramón, este bosque refugia a uno de los árboles milenarios que se denomina “el abuelo”, se trata de un cedro gigante con un diámetro enorme, también cuenta con flora y fauna típica de selva alta. El camino a Pampa Hermosa empieza en el Puente Victoria (donde se filmó la película “La Fuga del Chacal” 1987), en el recorrido se encuentran miradores naturales, abundantes cataratas y otras bondades por descubrir. Pampa Hermosa está en trámite para convertirse en Santuario Nacional.

### Reserva de Biósfera "Bosque de Neblina" - Selva Central
La Reserva de Biósfera "Bosque de Neblina" - Selva Central es un área natural en la región Junín, Perú, que fue reconocida por la UNESCO en el año 2020. Se trata de un ejemplo de cómo se puede vivir en armonía con la naturaleza, y de cómo es posible desarrollar un modelo económico sustentable y eco amigable.
| Reserva de Biósfera "Bosque de Neblina" - Selva Central | |
| ------------------------------------------------------- | --- |
| Ubicación                                               | 13 distritos en 5 provincias de la región Junín                                                                                                 |
| Superficie                                              | 812 mil 114.93 hectáreas |
| Provincias                                              | Chanchamayo, Concepción, Jauja, Junín y Tarma                                                                                                   |
| Distritos                                               | Perené, San Ramón, Chanchamayo, San Luis de Shuaro, Pichanaqui, Vitoc, Comas, Mariscal Castilla, Cochas, Monobamba, Palca, Huasahuasi, Ulcumayo |

La Reserva de Biósfera Bosques de Neblina Selva Central es un ejemplo vivo de cómo podemos convivir en armonía con la naturaleza, aprendiendo a respetar, cuidar y proteger lo que nos da vida. Cada árbol, cada río, cada montaña, cada vida aquí es parte de un legado que debemos preservar para las generaciones futuras.

## Gastronomía
Platos:
- Pachamanca de zamaño
- Asado de zamaño
- Pachamanca de cutpe
- Asado de cutpe
- Tacacho con cecina
- Chicharrón de sajino
- Trucha frita con yuca
- Caldo de gallina de chacra
- Juanes de gallina de chacra
- Patarashca

Bebidas:
- Masato
- Aguaje
- Camu camu

## Medios de comunicación
Telefonía y comunicaciones
Existe una buena red de telefonía en el casco urbano del distrito, siendo el prefijo nacional (051) y el prefijo regional (064). Asimismo, se encuentran dos estaciones de telecomunicaciones, una de la empresa Movistar que antes le perteneció a la Empresa Nacional de Telecomunicaciones - ENTEL Perú, empresa nacional y la otra perteneciente a Claro, que antes le perteneció a TIM. Contamos con dos empresas de televisión por cable que operan a nivel de todo el caso urbano.
En cuanto a la telefonía contamos con cabinas telefónicas en las zonas céntricas de la ciudad y bodegas; a la vez, de tener múltiples locutorios y cabinas de internet con una transferencia de datos aceptable.
Televisión y emisoras radiales:
Televisión: Selva TV, Chanchamayo TV, Nativa TV, Andina (Perú), entre otros.
Radio: Radio la estación, Radio Chanchamayo, Radio Café, Radio nativa, entre otros.
Escritos: Yumpu, Soy Selva, entre otros.

## Transporte
San Ramón Chanchamayo posee dos medios de comunicación, el terrestre y el aéreo:
Terrestre
Empresas como La Merced, Lobato entre otros. Minibanes, taxis y mototaxis locales.
Aéreo
El otro medio de transporte del distrito de San Ramón con el Aeródromo Capitán FAP Leonardo Alvariño Herr.

## Salud
En selva es recomendable protegerse de la picadura de mosquitos, a pesar de que la fiebre amarilla es una enfermedad casi erradicada, puede vacunarse contra ella 10 días antes de llegar a la zona, el uso de repelentes es importante. Para mayor seguridad suya, visite a su médico antes de salir e indíquele las zonas que visitará durante el viaje.
Debido a las diversas formas de preparación de alimentos y para evitar infecciones gastrointestinales es recomendable tener cuidado con los alimentos crudos y procure beber agua embotellada, es preferible no consumir alimentos que se venden en la calle.
La ciudad de San Ramón, cuenta con un Centro de Salud, denominado Centro de Salud San Ramón, de categoría I-3 (Centro de Salud sin internamiento) localizado en el casco urbano antiguo de la ciudad el cual brinda servicios de Medicina General, Odontología, Psicología, Obstetricia, Enfermería, Internamiento, emergencia, Estrategias de Salud y Servicios intermedios. Asimismo, cuenta con 3 Puestos de Salud para emergencia y estrategias de salud en los poblados de Naranjal, La Esperanza y Pedregal. El hospital de la provincia se encuentra en la ciudad de La Merced (10 minutos de San Ramón)

## Turismo
Lugares turísticos de San Ramón:
En un exótico valle tropical de agradable clima cálido, mágicas caídas de agua, naturaleza exuberante, aventura y gente muy amable solo se pueden encontrar en San Ramón, tu primer destino en la Selva Central!
Si lo tuyo es la aventura, San Ramón tiene las mejores rutas de ciclismo de montaña, donde cada año se realiza la maratón ciclística “Reto de los Misioneros”; si gustas de aventuras extrema, existen fabulosos rápidos aptos para el canotaje y kayak, en los río Tulumayo (clase IV+), Oxabamba (clase II+) y Chanchamayo (clase III), este último adecuado para canotaje turístico.
Si deseas agradables caminatas, observando diversas orquídeas, flores exóticas, aves y una gran cantidad de mariposas, puede visitar las cataratas: “Tirol”, “Shiriyacu Caracol”, “Chuncho”, “Agua Flor”, el poblado del Alto Tirol, Anexo 14, Pichita Caluga y un largo etcétera, sin dejar de mencionar al Santuario Nacional de Pampa Hermosa, punto ideal para observación de bosques de cedros centenarios, si hay suerte de monos, gallitos de las rocas, venados y de cuando en cuando a los espectaculares osos de anteojos, boas y otorongos.
O si lo deseas simplemente descansar con la familia en uno de los lodge que San Ramón alberga, con cómodas habitaciones, zonas de recreación y descanso, piscinas y salas para usos múltiples y todo evento social, ya que San Ramón cuenta con la mejor planta hotelera de la provincia, sin dejar de mencionar la sabrosa gastronomía tropical.